# Andreas Weiland
Andreas Weiland, né le 14 octobre 1944, est un poète, traducteur, et essayiste bilingue.
La poésie de Weiland est hybride, Weigui Fang décrivant le poète comme cosmopolite ou internationaliste.
Selon le poète et romancier Jürgen Theobaldy (de), Nicolas Born dit de Weiland qu'il est un « un lyriciste né » (« ein geborener Lyriker »).

## Biographie
D'après Pavel Branko, Weiland est né en octobre 1944. Il grandit à Herford où il va à l'école primaire et obtient son diplôme d'études secondaires.
Quelques années avant les manifestations de Mai 68, Weiland est déjà opposé à la Guerre du Viêt Nam, à l'instar d'autres écrivains « anti-américains » en Europe. Mais il est fasciné par la poésie de la  Beat Generation et sa contre-culture comme expression poétique et novatrice d'une autre Amérique. S'il écrit des poèmes en allemand, il en rédige souvent en anglais, ce que Weigui Fang interprète comme « un refus obstiné de l'Identité allemande ».
Dans les années 1960 et 1970, Weiland codirige, avec le jeune poète (et archéologue) Steven Diamant, un magazine d'avant-garde nommé Touch. Tonino De Bernardi, Stan Brakhage, P. Adams Sitney, Ken Kelman, Bob Lamberton et George Stanley figurent parmi les contributeurs de  cette revue.
Entre 1976 et 1979, Andreas Weiland enseigne la littérature moderne à Taiwan où il écrit des articles consacrés à la critique de film pour le magazine Yinxiang (en), édité par Lee Daw-ming, et pour le magazine d'art Yishu gia. Il crée aussi son propre magazine sino-anglais, dans lequel il publie des poèmes chinois traduits par lui en anglais ainsi que plusieurs articles sur le  Cloud Gate Dance Theatre (en) dirigé par Lin Hwai-min. Weiland rentre en Allemagne à la fin de 1979.
En 1981, Erich Fried écrit au jeune poète bilingue : « Je n'ai pas vu de poèmes – pas encore publiés ou récemment publiés – que je considère comme si bons et si importants, je veux dire importants car ils enrichissent notre paysage non seulement littéraire. Créer de la poésie est moins une activité littéraire qu'une activité humaine. ».

## Publications
- Gedichte aus einem dunklen Land.
- Entre 1967 et 1997, ses poèmes paraissent dans des revues de poésie, des catalogues d'art et des livres d'artiste.

En 1971, Weiland écrit une thèse de 400 pages sur quatre romans nord-américains. La même année, Jürgen Theobaldy publie des poèmes de Weiland dans la revue de poésie Benzin (n ° 4, mai 1973) et plus tard, dans une anthologie de poètes écrivant dans l'esprit de 1968 (« Et malgré tout, je bouge… » ; en allemand : Und ich bewege mich doch…).
En 1975, Jean-Marie Straub traduit un poème de Weiland et le publie – en français et en allemand – dans les Cahiers du Cinéma .
En 1996, six ou sept de ses poèmes d'amour figurent dans le volume Aiqing de gushi.
Depuis 1998, Andreas Weiland publie plusieurs recueils de poésie et il est aussi co-traducteur d'un volume de poèmes de Bai Juyi.
En 2008, la traductrice et germaniste Katarína Motyková traduit dix poèmes de Weiland en slovaque. Ils sont publiés dans le journal Romboid, avec une introduction de Pavel Branko.